# Slowfox

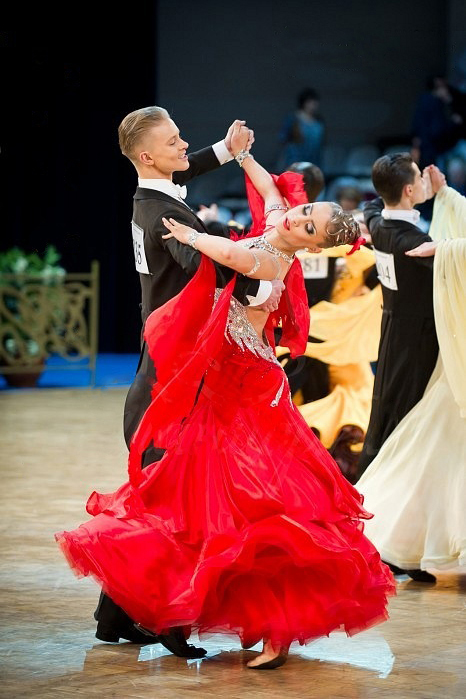
Slowfox

De slowfox (ook slow foxtrot) is een stijldans die in het begin van de twintigste eeuw in Amerika is ontstaan uit de "Rag"  ragtime en de "Onestep". Als zodanig is de slow foxtrot ouder dan de Engelse wals. Veel van zijn variaties zijn dan ook overgenomen in de Engelse wals.
Oorspronkelijk werd de dans zeer snel gedanst. Tegenwoordig wordt hij echter langzaam gespeeld. De bewegingen in deze dans lopen soepel en in één beweging door. Met het woord foxtrot refereert men weleens naar een slowfox, hoewel het soms ook gebruikt wordt als verwijzing naar de quickstep. Dit was wel de oorspronkelijke naam voor deze dans, maar die werd in 1924 gewijzigd in slowfox toen men deze langzamer is gaan spelen.
De dans werd voor de Tweede Wereldoorlog in Europa geïntroduceerd.
De slowfox wordt nu gedanst op een ritme van 28/30 maten per minuut. Het betreft hier een dans in vierkwartsmaat.
De belangrijkste basis van deze dans bestaat uit de three step en de featherstep. In 1923 en later is de dans formeel vastgelegd door de Engelsen met aanvullende basispassen en figuren. Met name Frank Ford en Josephine Bradley waren de grote promotors van de slow foxtrot en ontwikkelden de nodige technieken en figuren.
In 1927 won Frank Ford dansend met Molly Spain de Star Championships met zijn interpretatie van de slow foxtrot.
De dans wordt als statig, gracieus maar lastig ervaren. Dit door de noodzaak van een goede balans en techniek omdat de dans van de ene kant van het lichaam naar de andere kant gaat. Doordat er geen stops in voorkomen en het rijzen en dalen een essentieel onderdeel is van deze dans, vergt het de nodige oefening om tot een goede uitvoering te komen.
In wedstrijdverband is de slow foxtrot veelal de 3e dans van de ballroomdansen.
Het komt voor dat er separate wedstrijden zijn in basic slow foxtrot. In deze wedstrijden ligt de nadruk op de techniek en uitvoering van deze dans waarbij het aantal toegestane figuren beperkt is.
Basisfiguren zijn: Three Step, Feather Step, Natural Turn, Reverse Turn, Closed Impetus, Heel turns. Standaardfiguren zijn: Natural Weave, Basic Weave, Closed Telemark, Open Telemark, Hover Feather, Hover Telemark, Hover Cross, Open Impetus, Wave.